# Obergaul
Obergaul ist eine Ortschaft in der Gemeinde Wipperfürth im Oberbergischen Kreis im Regierungsbezirk Köln in Nordrhein-Westfalen (Deutschland).

## Lage und Beschreibung
Der Ort liegt im Südosten der Stadt Wipperfürth an der Stadtgrenze zu Marienheide. An der südlichen Ortsgrenze fließt der Gaulbach vorbei. Nachbarorte sind Nagelsgaul, Hollmünde, Mittelweg und Schnipperingen.
Der Ort gehört zum Gemeindewahlbezirk 142 und damit zum Ortsteil Dohrgaul.

## Geschichte
Um 1443 wird der Ort erstmals unter der Bezeichnung „Gaul“ in einer Einkunfts- und Rechteliste des Kölner Apostelstiftes genannt.
Im Jahre 1590 verkaufen Friedrich von der Mark und Caterina geb. vom Haus dem bergischen Hauptmann Friedrich von Katterbach ihren Sitz Obergaul. 1784 und 1807 sind in Grenzprotokollen des Nagel’schen Jagdbezirks als Zeugen u. a. Johann. P. Börsch, Christ. Börsch aus Dellweg und Vorsteher Georg Börsch beteiligt. Viele weitere Nachrichten bis in unsere Zeit finden sich in der Literatur.
Die Topographische Aufnahme der Rheinlande von 1825 zeigt auf umgrenztem Hofraum unter dem Namen „Obergoll“ sechs getrennt voneinander liegende Grundrisse. In der Preußischen Uraufnahme von 1840 lautet die Ortsbezeichnung „Ob. Gaul“.

## Busverbindungen
Über die Haltestellen Dohrgaul und Mittelweg der Linien 333 und 399 (VRS/OVAG) ist Obergaul an den öffentlichen Personennahverkehr angebunden.

## Wanderwege
Der vom SGV ausgeschilderte Rundwanderweg A3 führt durch den Ort.